# Aristokles aus Rhodos
Aristokles aus Rhodos (altgriechisch Άριστοκλῆς Aristoklḗs) war ein antiker griechischer Redner und Grammatiker. Er lebte in der zweiten Hälfte des 1. Jahrhunderts v. Chr.
Aristokles widmete sich in seinen Schriften der Interpretation der Werke von Hippokrates von Kos, Pindar und Platon. Er verfasste Schriften zu grammatikalischen Problemen. Daneben verfasste er eine Abhandlung Περί ποιητικῆς. Diese Schriften wurden direkt Aristokles aus Rhodos zugeschrieben. Daneben ist unklar, ob ihm weitere Fragmente unbestimmter Grammatiker mit dem Namen Aristokles zugeschrieben werden können. Eine Gleichsetzung mit dem gleichnamigen Musikgelehrten Aristokles vom Ende des 2. Jahrhunderts v. Chr. kann jedoch ausgeschlossen werden.